# Nail Pond
Nail Pond est une communauté dans le comté de Prince sur l'Île-du-Prince-Édouard, au Canada, au nord de Tignish.

## Histoire
La communauté fut fondée par un éleveur de bétails, du nom de Glenn Joseph Ellsworth au début du XIXe siècle et fut reformé comme une localité officielle en 2000. Glenn Joseph Ellsworth a découvert Nail Pond quand il alla au nord de Tignish. Il s'installa là avec son épouse et d'autres membres de la famille de l'Angleterre qui émigrèrent à cette région.
En novembre 1987, une baleine bleue fut prise à terre sur la plage de Nail Pond. La baleine fut enterrée; ensuite elle fut déterrée en 2008. Son squelette fut envoyé à l'université de la Colombie Britannique, où elle est exposée.

## Chemins de la localité de Nail Pond
- Route 160 (chemin Ascension)
- Chemin Back Settlement
- Chemin Josie Shang
- Chemin Nail Pond Shore
- Route 156 (chemin Palmer)
- Avenue Pebble Beach
- Route 14
- Chemin Sunset Beach